# Leptothyra
Leptothyra là một chi ốc biển, là động vật thân mềm chân bụng sống ở biển trong họ Colloniidae.

## Các loài
Các loài trong chi Leptothyra gồm có:
- Leptothyra benthicola (Marshall, 1979)
- Leptothyra candida Pease, 1861[3]
- Leptothyra filifer (Deshayes, 1863)[4]
- Leptothyra gestroi Caramagna, 1888[5]
- Leptothyra kermadecensis (Marshall, 1979)

Các loài được đưa vào đồng nghĩa
- Leptothyra globuloides Dautzenberg & H. Fischer, 1896: đồng nghĩa của Cantrainea globuloides (Dautzenberg & H. Fischer, 1896)
- Leptothyra sakaensis Yokoyama, 1925 accepted as Littorina brevicula (Philippi, 1844)

## Hình ảnh

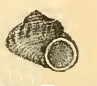
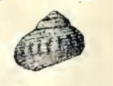